# Saison 2023 de l'équipe cycliste Canyon-SRAM Racing
La Saison 2023 de l'équipe Canyon-SRAM Racing est la vingtième-deuxième de la formation si on considère que la structure remonte à la T-Mobile de 2002. Niveau recrutement, Ricarda Bauernfeind et Antonia Niedermaier viennent de l'équipe continentale de Canyon-SRAM et rejoignent l'équipe World Tour. Alice Towers, Maike van der Duin, Agnieszka Skalniak-Sójka et Alex Morrice sont les autres recrues. Zoe Bäckstedt est transférée en septembre. Alena Amialiusik,  Mikayla Harvey, Lisa Klein, Alice Barnes, Ella Harris et Maud Oudeman quittent l'équipe. 
Si l'équipe obtient peu de victoires, elle est régulière durant toute la saison. Katarzyna Niewiadoma est cinquième du Tour des Flandres, quatrième de l'Amstel Gold Race, troisième du Tour du Pays basque, quatrième du Tour de Suisse, deuxième du Tour de Romandie, mais surtout troisième et meilleure grimpeuse du Tour de France. Elise Chabbey est constamment à l'attaque dont durant les championnats du monde. Elle est cinquième de Liège-Bastogne-Liège. Chloé Dygert s'illustre en remportant le titre de championne du monde du contre-la-montre. Elle est également championne des États-Unis sur route et en chrono. Également sprinteuse, elle gagne une étape de la RideLondon-Classique où elle se classe deuxième. Ricarda Bauernfeind remporte une étape du Tour de France et se classe cinquième du Tour d'Espagne. Maike van der Duin est troisième du Tour de Drenthe et de Gand-Wevelgem. Soraya Paladin est cinquième du Trofeo Alfredo Binda-Comune di Cittiglio. Antonia Niedermaier gagne une étape du Tour d'Italie. Agnieszka Skalniak-Sójka est championne de Pologne du contre-la-montre. Katarzyna Niewiadoma est sixième du classement UCI et cinquième du World Tour. Canyon-SRAM est respectivement troisième et deuxième de ces classements.

## Préparation de la saison

### Partenaires et matériel de l'équipe
Le partenaire principal de l'équipe est la marque de cycles Canyon. Le groupe équipant les vélos est fourni par SRAM. La marque Rapha fournit l'habillement.

### Arrivées et départs
Ricarda Bauernfeind et Antonia Niedermaier viennent de l'équipe continentale de Canyon-SRAM et ont notamment brillé au Tour de l'Ardèche. Les autres recrues sont Alice Towers, Maike van der Duin et Agnieszka Skalniak-Sójka. La vainqueur de la Zwift Acamademy Alex Morrice intègre également l'équipe. Zoe Bäckstedt rejoint également l'équipe en septembre.
Alena Amialiusik, après huit saisons au sein de l'équipe, rejoint UAE Team ADQ, tout comme Mikayla Harvey. Lisa Klein, Alice Barnes, Ella Harris et Maud Oudeman sont également sur le départ.
| Arrivées            | Équipe 2022         |
| ------------------- | ------------------- |
| Ricarda Bauernfeind | Néo-professionnelle |
| Alex Morrice        | Néo-professionnelle |
| Antonia Niedermaier | Néo-professionnelle |
| Agnieszka Skalniak  | Atom Deweloper      |
| Alice Towers        | Le Col-Wahoo        |
| Maike van der Duin  | Le Col-Wahoo        |

| Départs          | Équipe 2023          |
| ---------------- | -------------------- |
| Alena Amialiusik | UAE Team ADQ         |
| Alice Barnes     | Human Powered Health |
| Ella Harris      | Le Col-Wahoo         |
| Mikayla Harvey   | UAE Team ADQ         |
| Lisa Klein       | Trek-Segafredo       |
| Maud Oudeman     | Jumbo-Visma          |

### Effectifs
| Effectif 2023                   | Effectif 2023     | Effectif 2023 | Effectif 2023                               |
| Cycliste                        | Date de naissance | Pays          | Équipe précédente                           |
| ------------------------------- | ----------------- | ------------- | ------------------------------------------- |
| Ricarda Bauernfeind             | 1 avril 2000      | Allemagne     | Canyon//SRAM Generation (2022)              |
| Shari Bossuyt                   | 5 septembre 2000  | Belgique      | NXTG Racing (2021)                          |
| Neve Bradbury                   | 11 avril 2002     | Australie     |                                             |
| Elise Chabbey                   | 24 avril 1993     | Suisse        | Équipe cycliste Paule Ka (2020)             |
| Tiffany Cromwell                | 6 juillet 1988    | Australie     | Orica-AIS (2013)                            |
| Chloé Dygert                    | 1 janvier 1997    | États-Unis    | Sho-Air Twenty20 (2020)                     |
| Alex Morrice                    | 25 avril 2000     | Royaume-Uni   |                                             |
| Antonia Niedermaier             | 20 février 2003   | Allemagne     | Canyon//SRAM Generation (2022)              |
| Katarzyna Niewiadoma            | 29 septembre 1994 | Pologne       | WM3 (2017)                                  |
| Soraya Paladin                  | 4 mai 1993        | Italie        | Liv Racing (2021)                           |
| Pauliena Rooijakkers            | 12 mai 1993       | Pays-Bas      | Liv Racing (2021)                           |
| Sarah Roy                       | 27 février 1986   | Australie     | Team BikeExchange (2021)                    |
| Agnieszka Skalniak-Sójka        | 22 avril 1997     | Pologne       | Atom Deweloper-Posciellux.pl-Wrocław (2022) |
| Alice Towers                    | 12 octobre 2002   | Royaume-Uni   | Le Col-Wahoo (2022)                         |
| Maike van der Duin              | 12 septembre 2001 | Pays-Bas      | Le Col-Wahoo (2022)                         |
| Zoe Bäckstedt (1 sept.–31 déc.) | 24 septembre 2004 | Royaume-Uni   | Tormans CX Team (2022)                      |
|                                 |                   |               |                                             |
| Source : ProCyclingStats        |                   |               |                                             |

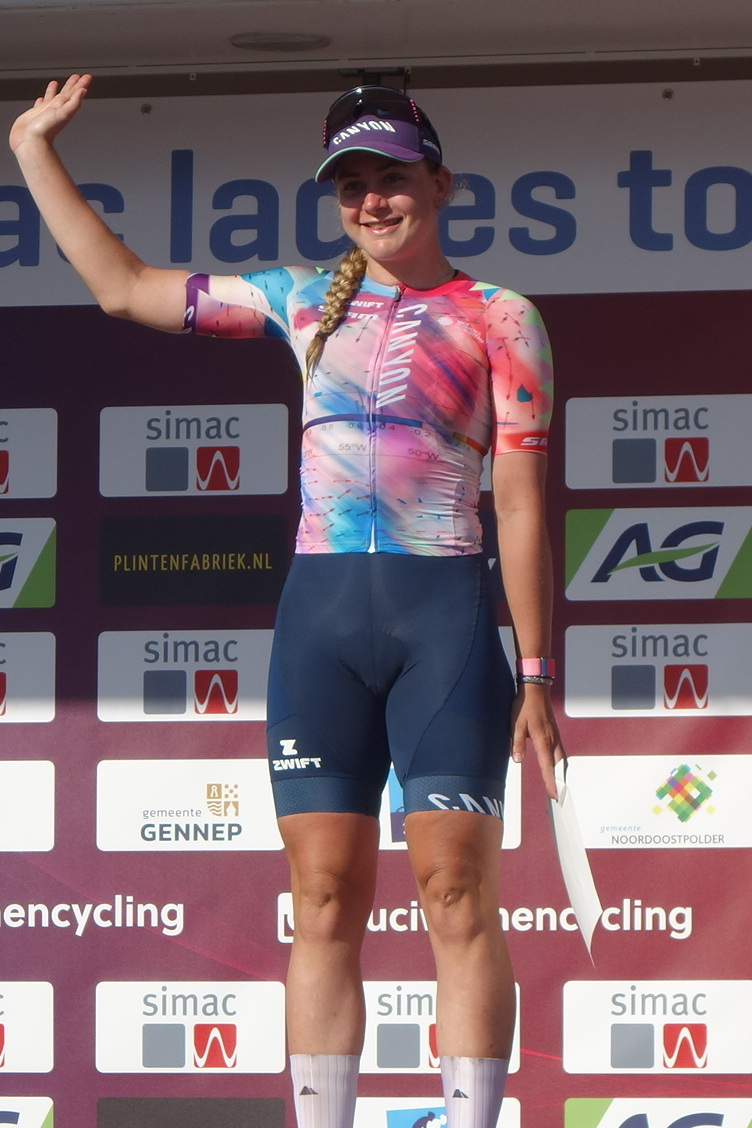
Zoe Bäckstedt
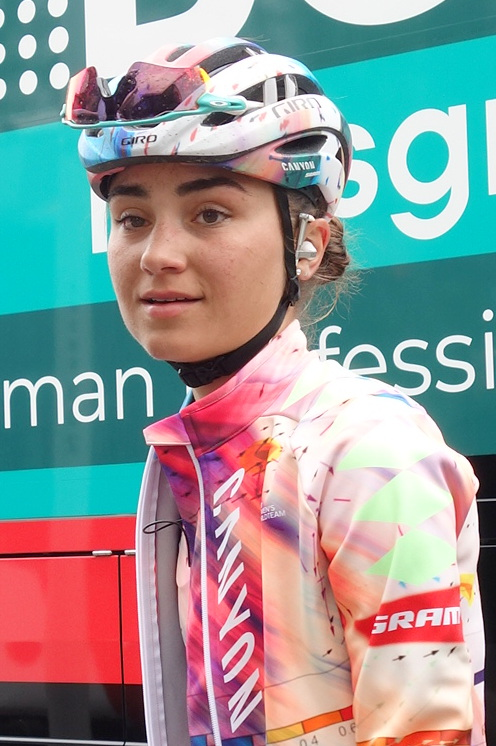
Ricarda Bauernfeind
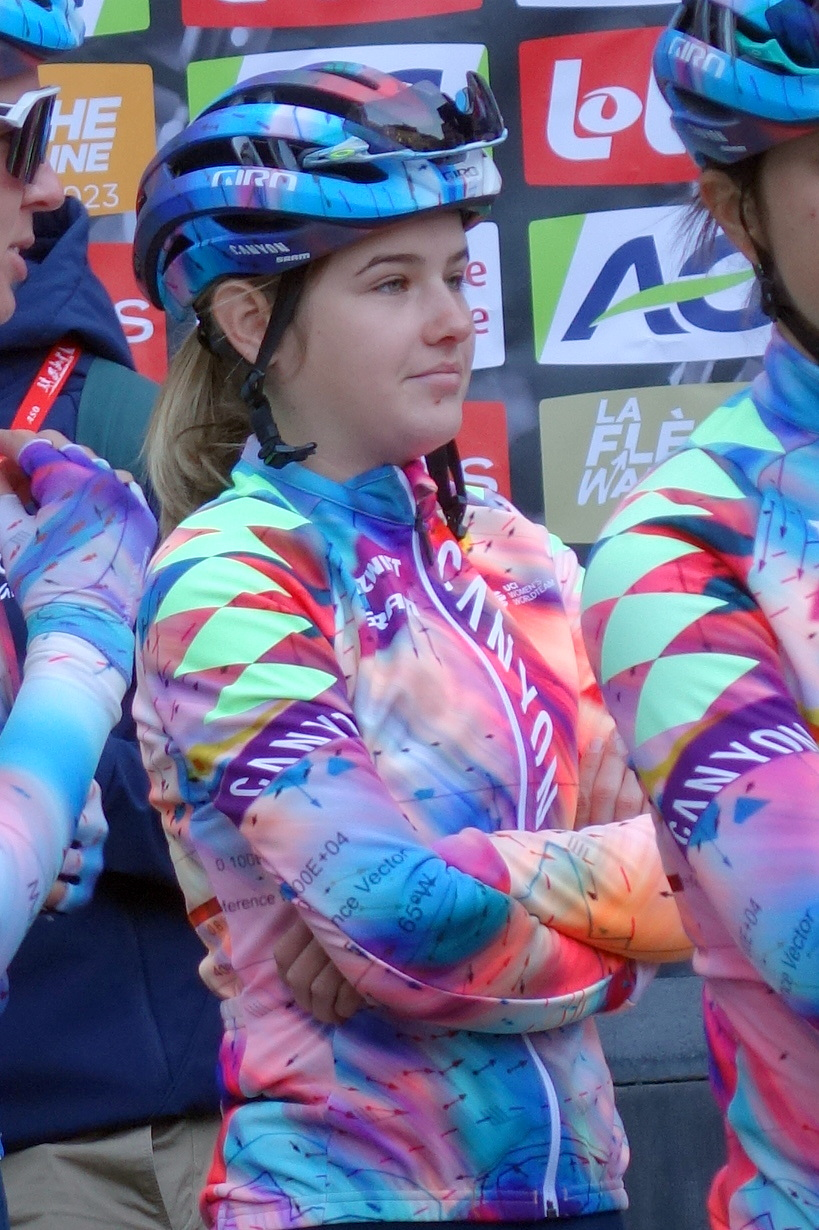
Neve Bradbury
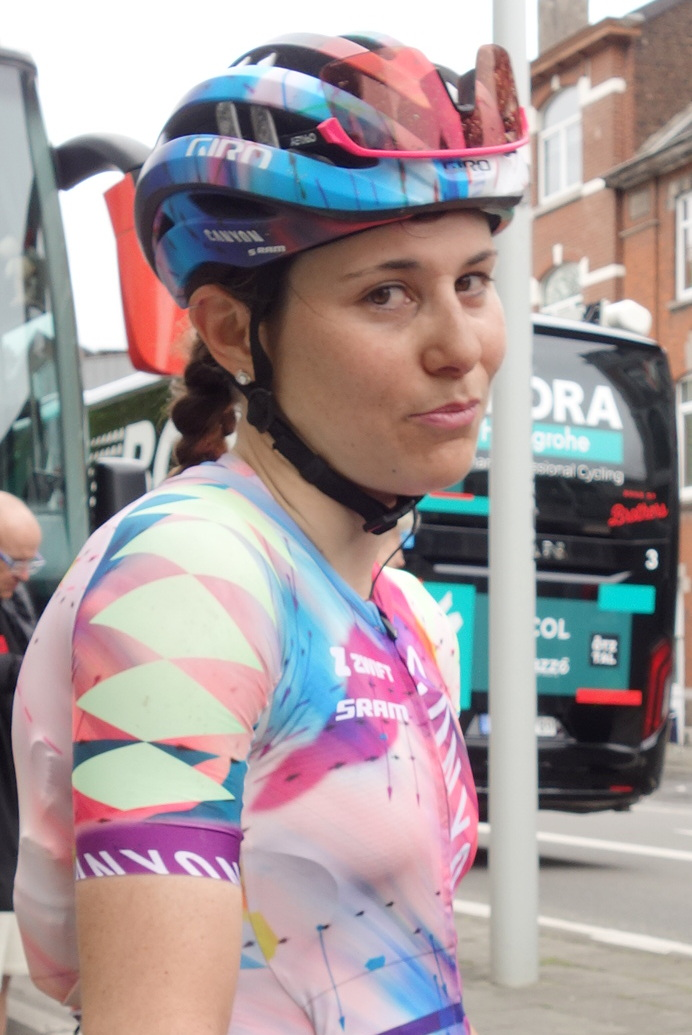
Elise Chabbey
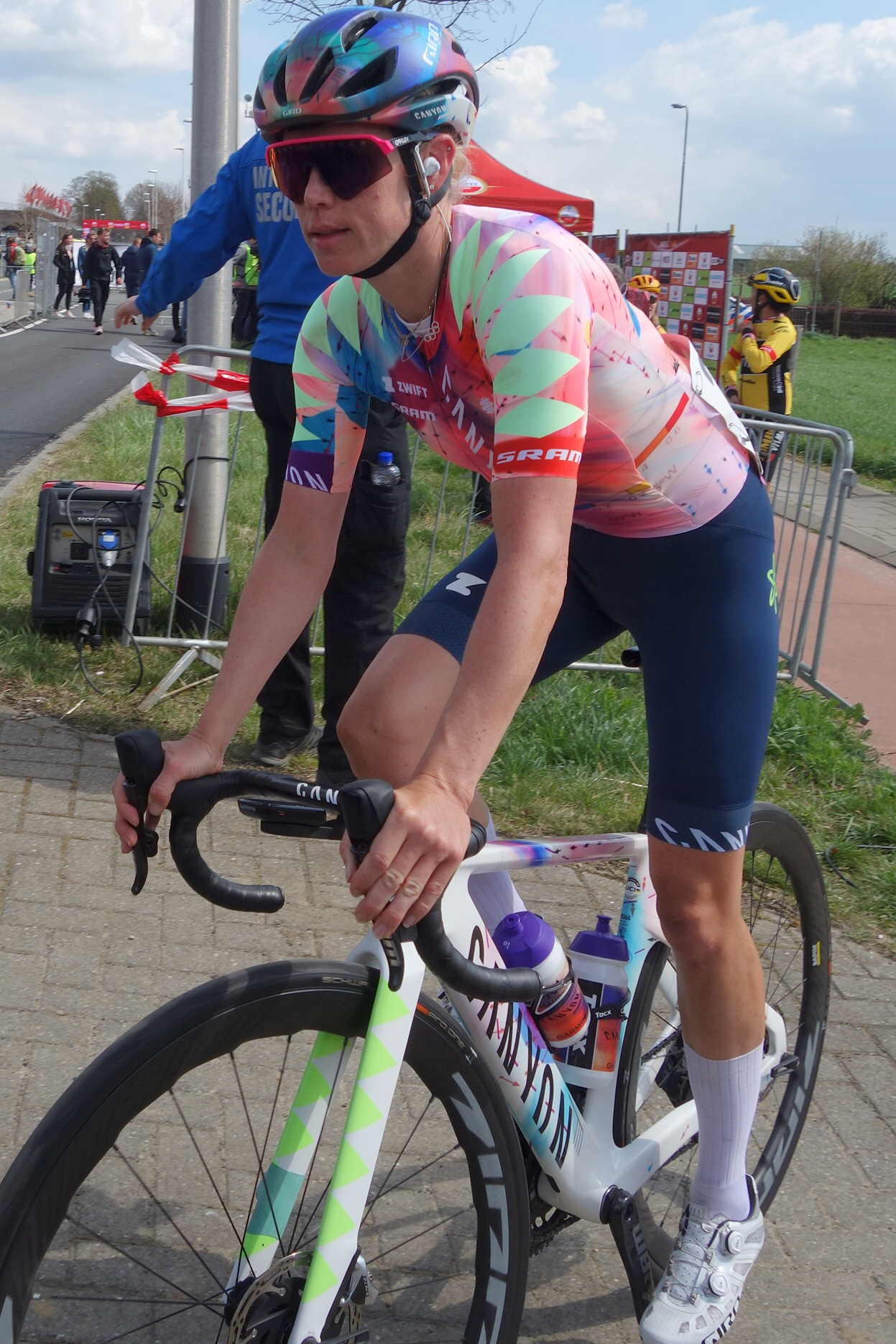
Tiffany Cromwell en 2022
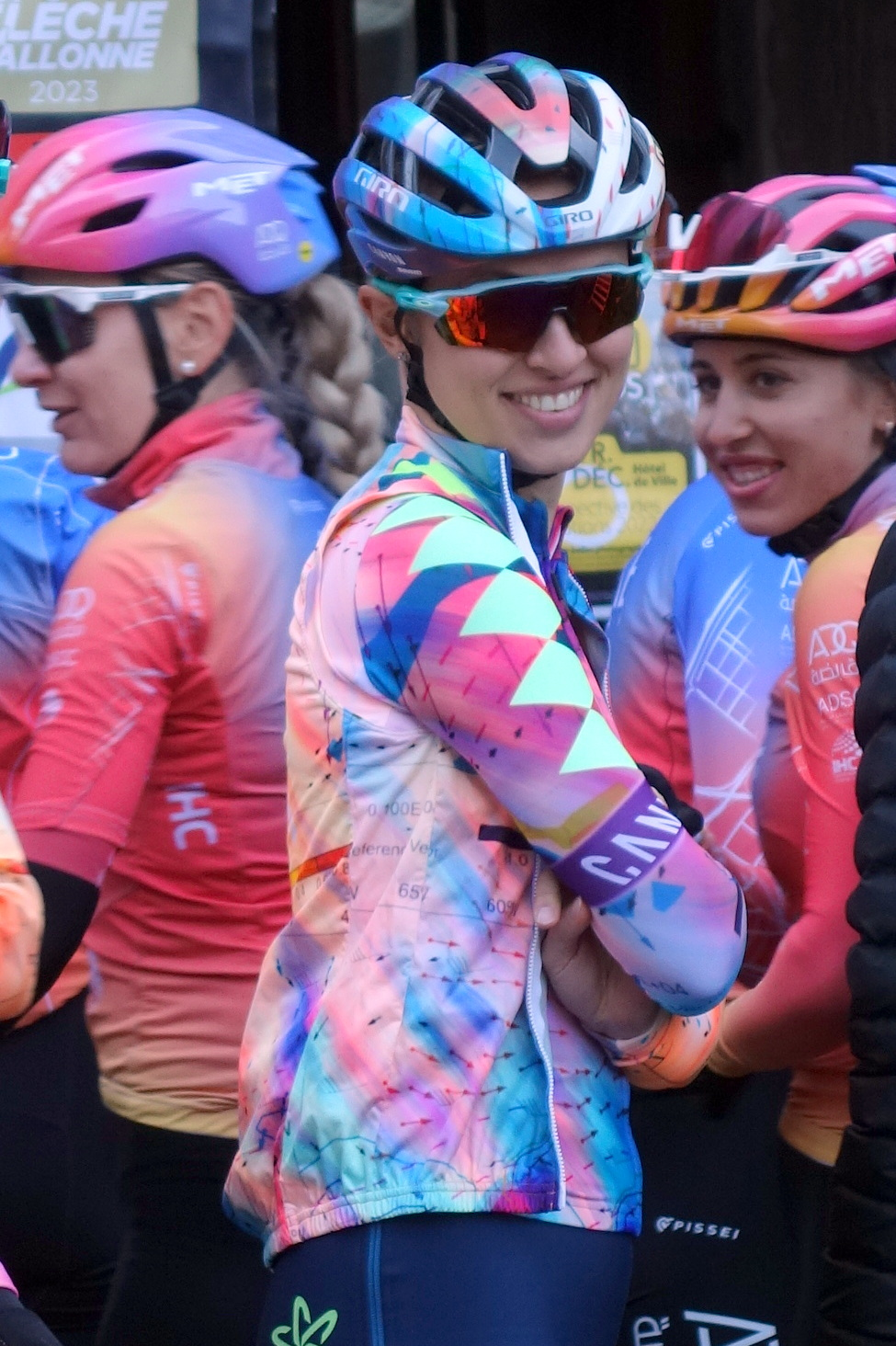
Katarzyna Niewiadoma
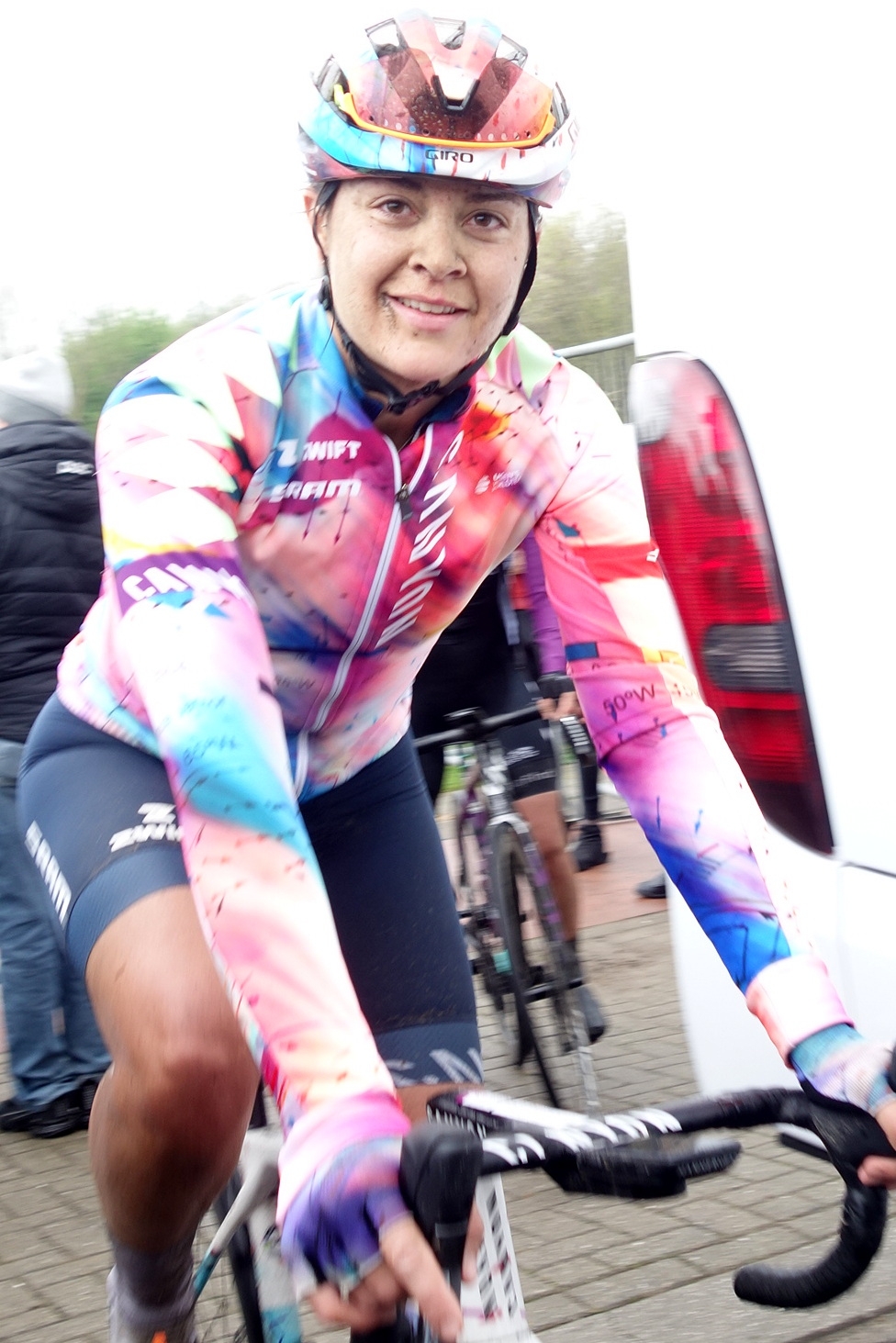
Soraya Paladin
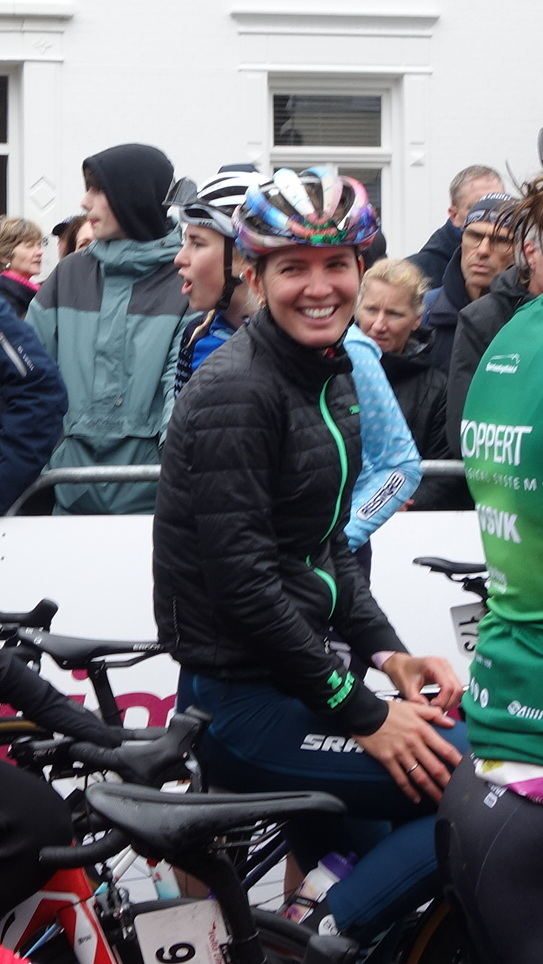
Pauliena Rooijakkers
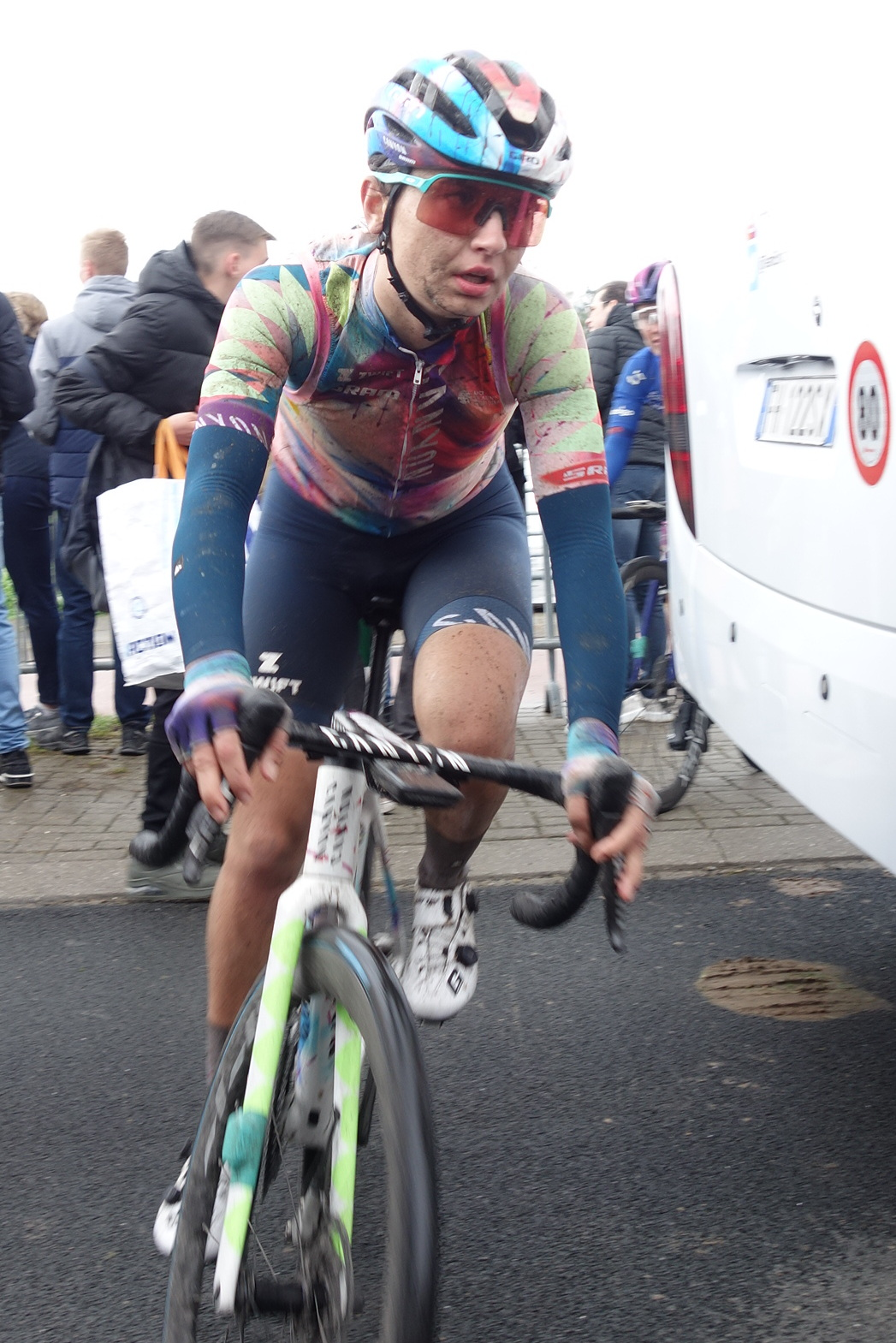
Agnieszka Skalniak
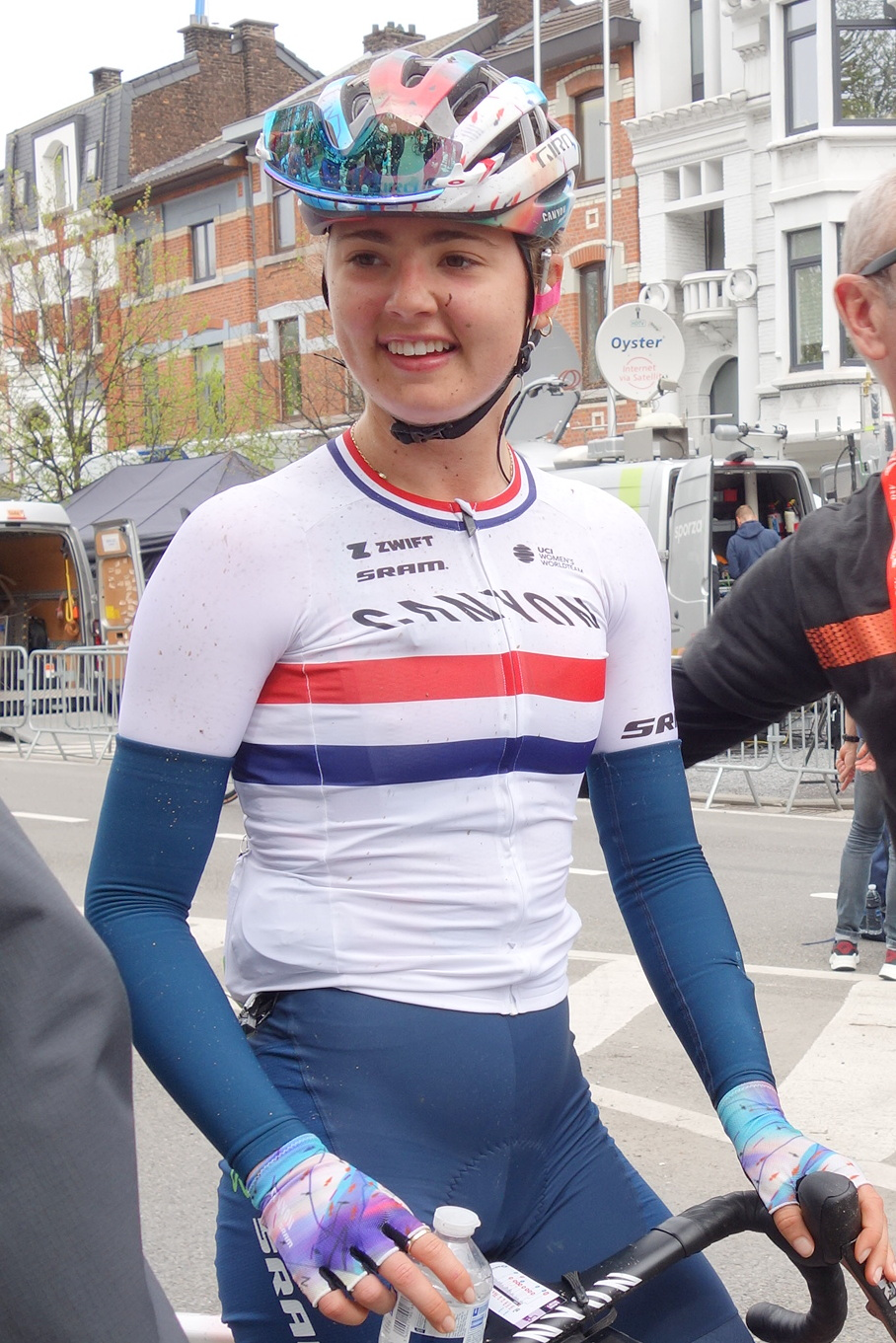
Alice Towers

### Encadrement
Ronny Lauke est à la directeur général et directeur sportif adjoint de l'équipe, poste qu'il occupe depuis 2008. Le directeur sportif est Magnus Backstedt. Beth Duryea est directrice sportive adjointe avec Mario Vonhof.

## Déroulement de la saison

### Février-Mars
Soraya Paladin est neuvième du Circuit Het Nieuwsblad. Aux Strade Bianche, Katarzyna Niewiadoma est une de celle à pouvoir suivre Annemiek van Vleuten. Elle fait finalement partie du groupe de poursuite et prend la sixième place. Au Tour de Drenthe, Maike van der Duin est troisième du sprint. Au Trofeo Alfredo Binda-Comune di Cittiglio, dans la descente de la côte de Casalzuigno, un groupe de sept favorites se forme avec Katarzyna Niewiadoma. Le peloton le prend en chasse et le reprend. À onze kilomètres de l'arrivée, Élise Chabbey attaque, mais la Trek la marque. Dans Orino, Mavi Garcia, Marta Cavalli et Ricarda Bauernfeind tentent tour à tour, mais sans succès. Soraya Paladin prend la cinquième place.
À la Classic Bruges-La Panne, Shari Bossuyt et Maike van der Duin font partie du groupe de dix qui n'est plus rejoint. Shari Bossuyt est cinquième de la course. Sur Gand-Wevelgem, dans le mont Kemmel, Lotte Kopecky mène devant Katarzyna Niewiadoma et Anna Henderson. Le trio a un peu d'avance, mais elles ne poursuivent pas leur effort. Shari Bossuyt attaque à dix-huit kilomètres de l'arrivée. Cela provoque la formation d'un groupe de sept. Il est repris dans les derniers mètres. Maike van der Duin est devancée dans le sprint pour la deuxième place par Megan Jastrab.

### Avril

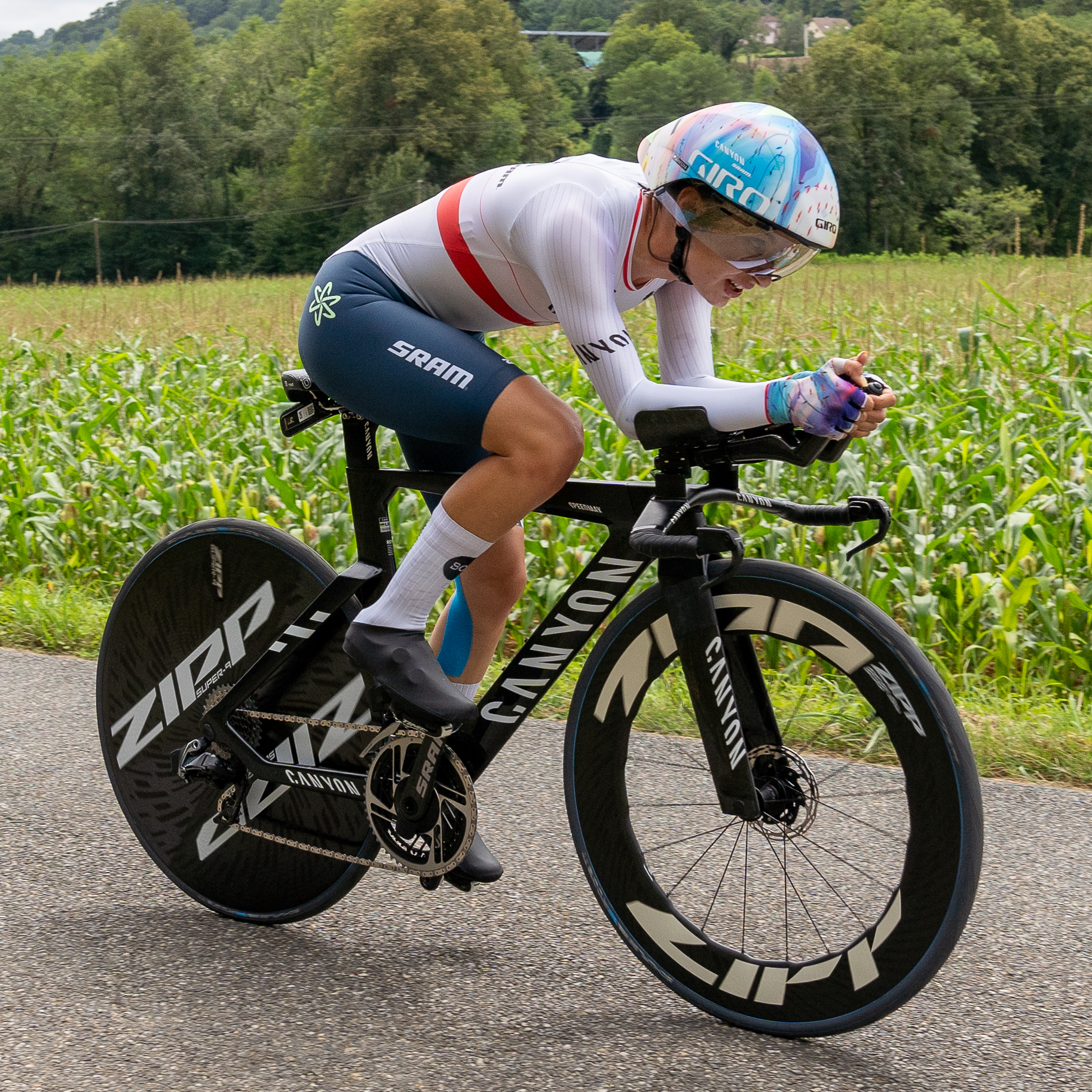
Agnieszka Skalniak lors du contre-la-montre final du Tour de France

Au Tour des Flandres, Élise Chabbey revient avec Elinor Barker sur Ally Wollaston, partie plus tôt. Elles sont reprises au pied du Koppenberg. Katarzyna Niewiadoma revient sur la tête, sauf Kopecky dans le Paterberg. Elle se classe cinquième. À Paris-Roubaix, l'équipe n'est pas représentée dans l'échappée qui se dispute la victoire.
À l'Amstel Gold Race, dans les vingt derniers kilomètres, Soraya Paladin sort dans une montée, Shirin Van Anrooij fait l'effort pour la reprendre. Elise Chabbey contre, mais elle est marquée par Demi Vollering et Silvia Persico. Annemiek van Vleuten et Katarzyna Niewiadoma tentent ensuite de partir, mais sans succès. Mischa Bredewold parvient par contre à prendre quelques mètres. Quand elle est reprise, Chabbey tente de nouveau, puis Quinty Ton puis de nouveau Paladin. Grace Brown part en poursuite de l'Italienne et opère la jonction à cinq kilomètres de l'arrivée. Dans le Cauberg, Paladin distance Brown. Derrière, Liane Lippert mène le peloton entre autres de Niewiadoma et Demi Vollering. Cette dernière place un attaque sèche et n'est plus reprise. La Polonaise est quatrième et Paladin cinquième. À la Flèche wallonne, dans la seconde ascension du mur, Annemiek van Vleuten accélère. Elle emmène avec elle notamment Katarzyna Niewiadoma. Un regroupement a ensuite lieu. Plus loin, Ricarda Bauernfeind part en poursuite derrière Amanda Spratt, mais ne parvient pas à effectuer la jonction. Dans la dernière montée de la côte de Cherave, Demi Vollering place une attaque. Niewiadoma et Chabbey la suivent. Dans le mur de Huy, Chabbey prend la neuvième place. Sur Liège-Bastogne-Liège, Katarzyna Niewiadoma s'échappe dans la côte de Stockeu avec Amanda Spratt, Marlen Reusser, Esmée Peperkamp et Anna Henderson. Katarzyna Niewiadoma est victime d'une crevaison juste avant la côte de La Redoute. Après celle-ci, Ricarda Bauernfeind tente de partir en poursuite derrière Reusser, mais elle est reprise. Dans la côte des Forges, Liane Lippert attaque de nouveau avec Elise Chabbey entre autres cette fois. Après la Roche-aux-Faucons, elle fait toujours partie du groupe de tête. Elle se classe cinquième, Soraya Paladin est neuvième.

### Mai
Au Tour d'Espagne, Canyon-SRAM est deuxième du contre-la-montre par équipes inaugural. Dans le dernier kilomètre de la première étape, Chloé Dygert, de retour à la compétition, tente de mettre à profit ses qualités de rouleuse pour s'échapper mais elle ne peut résister aux sprinteuses Marianne Vos et Charlotte Kool. Elle est de nouveau troisième le lendemain au sprint. Elise Chabbey fait partie du groupe de tête durant la quatrième étape et prend la septième place. Sur la cinquième étape, Demi Vollering imprime un rythme soutenu dans l'ascension du Mirador de Peñas Llanas, éliminant ses adversaires les unes après les autres. Annemiek van Vleuten, Ricarda Bauernfeind et Évita Muzic sont celles qui résistent le plus longtemps. Bauernfeind est troisième, Elise Chabbey sixième. Katarzyna Niewiadoma est huitième le lendemain après avoir accompagné un temps Demi Vollering. La dernière étape se décide dans la montée finale. Ricarda Bauernfeind se classe cinquième. Elle occupe également cette place au classement général. Katarzyna Niewiadoma est dixième.
Sur le Tour du Pays basque, dans la dernière difficulté de la première étape, située à douze kilomètres de la fin, Demi Vollering attaque. Katarzyna Niewiadoma la suit dans un premier temps mais doit lâcher et termine troisième. Le lendemain, dans la dernière ascension classée, les membres de l'équipe sont présentes à l'avant. Dans le faux-plat qui suit, Pauliena Rooijakkers puis Soraya Paladin puis de nouveau Rooijakkers tentent de sortir, mais le peloton reste compact. Au sprint, Vollering remonte Paladin. Katarzyna Niewiadoma est quatrième. Elle est cinquième de la dernière étape et prend la troisième place du classement général. Au Tour de Burgos qui suit, Chloé Dygert est troisième du sprint derrière Lorena Wiebes et Elisa Balsamo. Sur l'étape suivante, Lorena Wiebes lui assène un coup d'épaule durant le sprint et est disqualifiée. Dygert est troisième. La dernière étape est décisive pour le classement général. Dygert y est neuvième. Elle conclut l'épreuve à la quatrième place. Canyon-SRAM est la meilleure équipe.
À la RideLondon-Classique, Maike van der Duin est quatrième du sprint de la première étape. Le lendemain, cette dernière attaque à douze kilomètres de l'arrivée. Van der Duin est reprise dans les derniers mètres. Soraya Paladin lance le sprint et Chloe Dygert s'impose. Sur la dernière étape, Charlotte Kool gagne devant Dygert et Van der Duin. Chloé Dygert est deuxième du classement général. Soraya Paladin neuvième.
Au Tour de Thuringe, Canyon-SRAM est troisième du contre-la-montre par équipes inaugural. Neve Bradbury conclut la course à la septième place et est la meilleure jeune.

### Juin

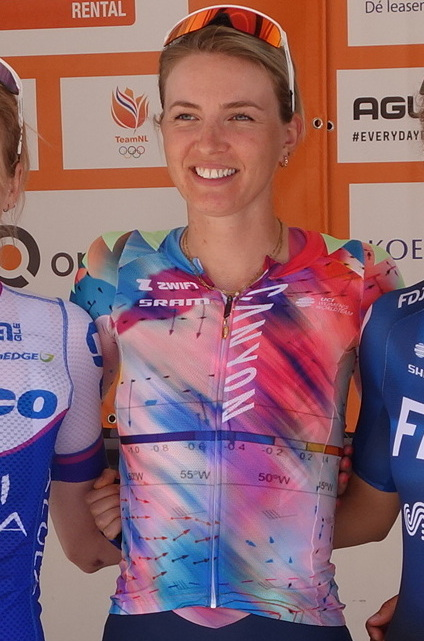
Pauliena Rooijakkers aux championnats des Pays-Bas

Shari Bossuyt est contrôlée positive au létrozole lors de la 3e étape du Tour de Normandie, qu'elle a remportée, elle est suspendue par son équipe le 4 juin 2023 en attendant les sanctions de l'Agence française de lutte contre le dopage.
Au Tour de Suisse, Elise Chabbey attaque dans la première ascension de la Burgstrasse. Son avance atteint la minute, mais elle est revue à trois kilomètres de l'arrivée. Agnieszka Skalniak-Sójka est sixième du sprint. Dans la troisième étape, Pauliena Rooijakkers fait partie de l'échappée. Katarzyna Niewiadoma revient ensuite sur le groupe de chasse, mais tout rentre dans l'ordre finalement. Niewiadoma est septième de l'étape. Sur la dernière étape, dans une descente, Brodie Chapman attaque. Elle est suivie par Katarzyna Niewiadoma avec Niamh Fisher-Black. Chapman est ensuite distancée. Dans la côte de Schorüti, Niewiadoma et Fisher-Black opèrent la jonction avec Van de Velde et Rayer. Elles passent au sommet avec une minute vingt d'avance. Dans la seconde ascension de Schorüti, Niewiadoma et Fisher-Black distancent les deux autres concurrentes. À seize kilomètres du but, Niewiadoma est virtuellement en tête du classement général. Derrière, seule Vollering mène la chasse. Marlen Reusser sort seule dans une descente et reprend du terrain sur la tête. Niewiadoma est deuxième de l'étape et quatrième du classement général final. Elise Chabbey est la meilleure grimpeuse.
Aux États-Unis, Chloe Dygert s'impose sur les championnats nationaux du contre-la-montre. Sur route, elle sort dans le final avec Lauren Stephens, Coryn Labecki et Skylar Schneider avant de les devancer au sprint. Agnieszka Skalniak-Sójka s'impose en chrono en Pologne.

### Juillet
Au Tour d'Italie, dans la deuxième étape, Chloé Dygert est troisième du sprint. Elle est sixième le lendemain. Sur la cinquième étape, dans la montée du Passo del Lupo, située quinze kilomètres après le départ, Annemiek van Vleuten mène le rythme. Le groupe de tête se réduit rapidement à huit coureuses dont Antonia Niedermaier. Dans l'ascension vers Vietti, Silvia Persico attaque. Elle est accompagnée de Juliette Labous. Par la suite, Niedermaier sort avec Niamh Fisher-Black dans le dernier kilomètre de la montée. Elles reviennent sur Persico et Labous. Niedermaier place alors une nouvelle offensive et passe au sommet seule. Elle passe en tête de la dernière difficulté avec seulement onze secondes sur les favorites, mais s'impose avec neuf secondes d'avance. Soraya Paladin est quatrième de la sixième étape. Elle est active le lendemain. Sur la huitième étape, Canyon-SRAM mène le train pour le sprint. Chloe Dygert produit son effort aux 250 m, mais Blanka Vas la remonte et s'impose sur ce faux-plat montant. Dygert est ensuite quatrième de la dernière étape. 

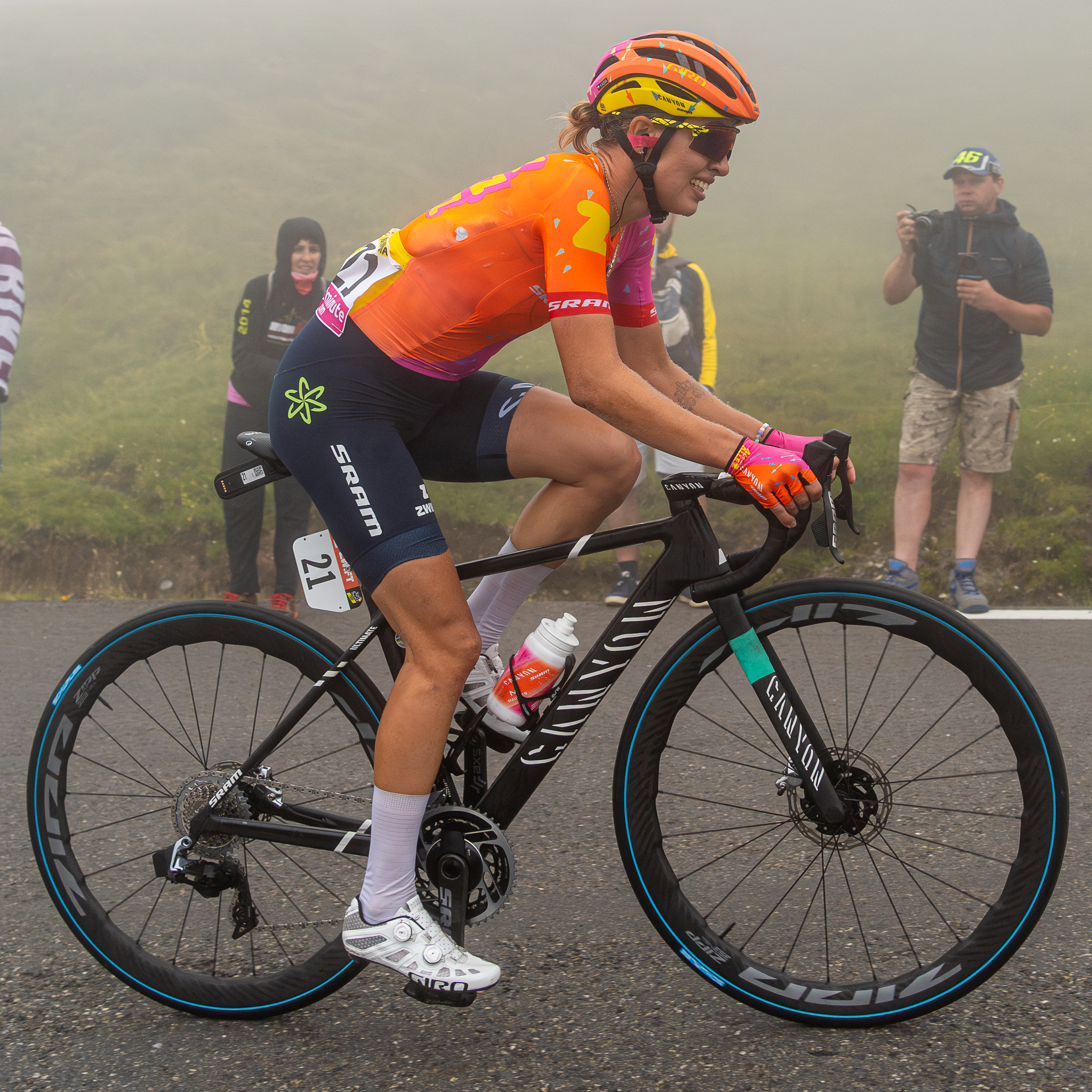
Katarzyna Niewiadoma dans le Tourmalet

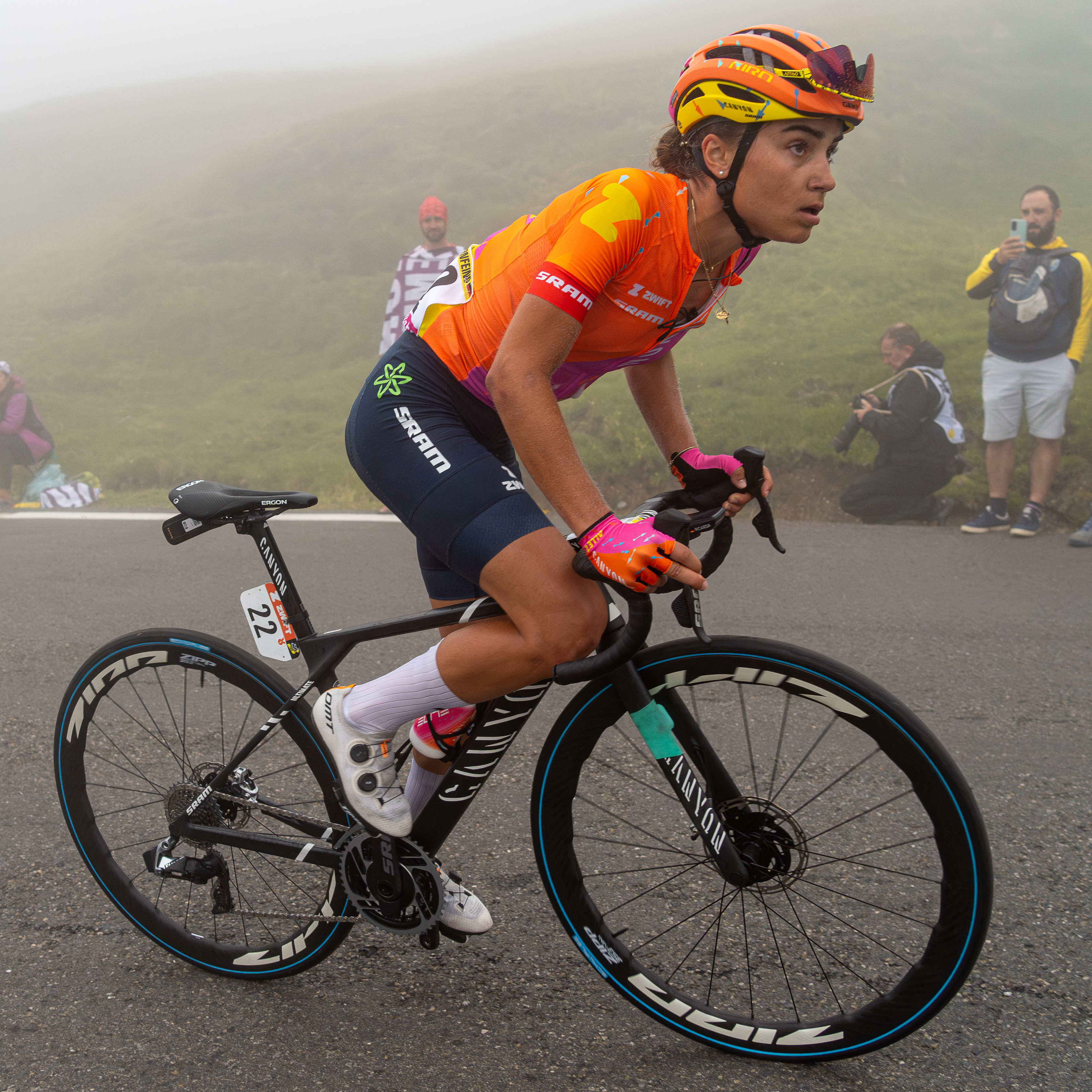
Ricarda Bauerfeind dans le Tourmalet

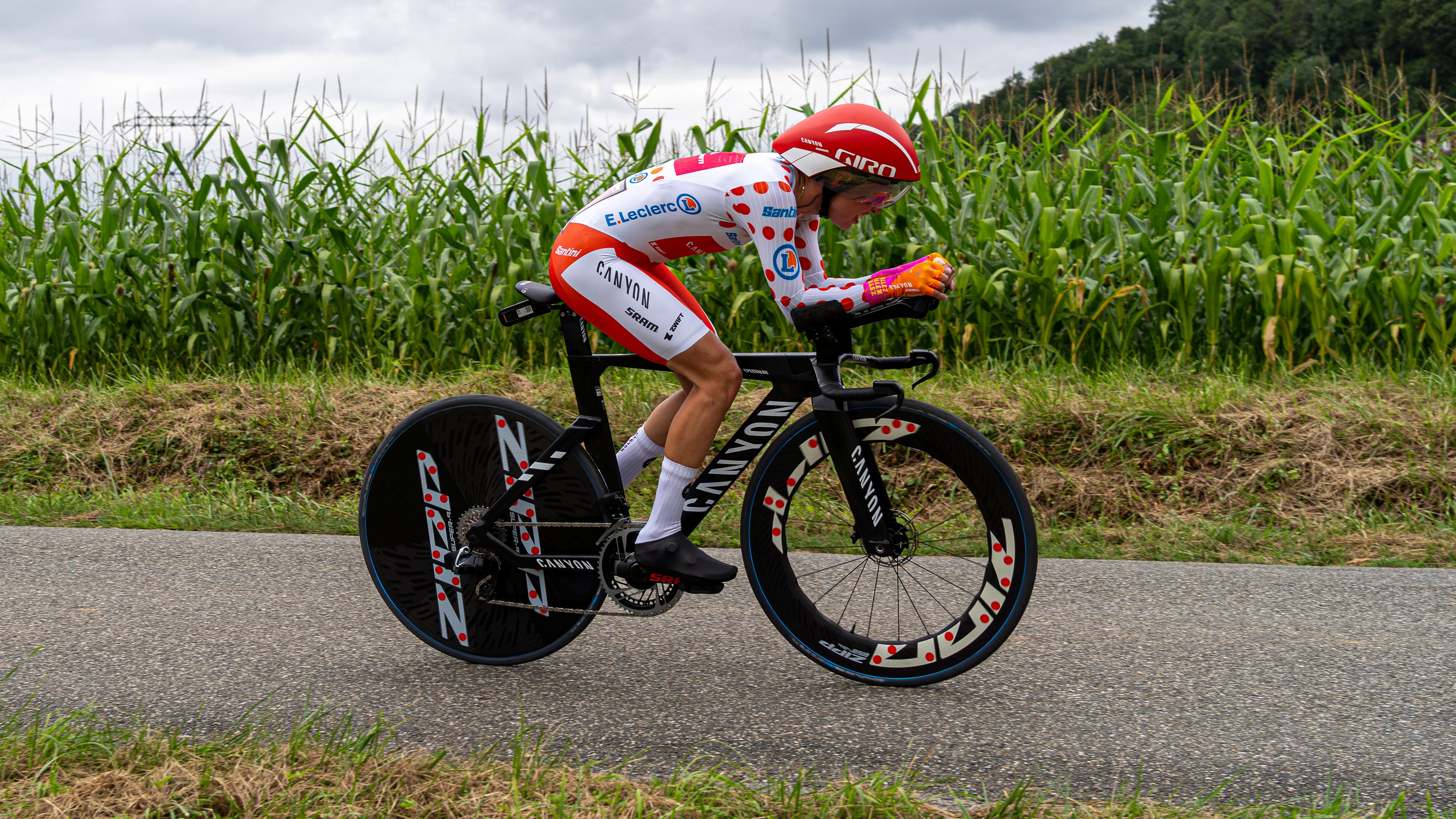
Katarzyna Niewiadoma lors du contre-la-montre final du Tour de France

Sur le Tour de France, Katarzyna Niewiadoma est sixième de la quatrième étape. Sur la cinquième étape, Ricarda Bauernfeind et Claire Steels sortent peu après la côte de Laguépie au kilomètre quatre-vingt cinq. Bauernfeind distance Steels sept kilomètres plus loin. Elle n'est plus reprise. Soraya Paladin est cinquième de l'étape. Le lendemain, Agnieszka Skalniak-Sójka est échappée. Paladin est de nouveau cinquième. Dans l'étape du Tourmalet, Annemiek van Vleuten attaque dans le col d'Aspin. Elle est suivie par Demi Vollering et Niewiadoma. Dans la descente, Niewiadoma prend de l'avance sur van Vleuten et Vollering qui se neutralisent. Dans l'ascension du col du Tourmalet, l'avance de Niewiadoma fond pour ne plus compter que six secondes d'avance sur le groupe maillot jaune emmené par la Marlen Reusser. Son avance remonte ensuite quand la Suissesse s'écarte. À 5 km du sommet, Vollering attaque et passe la Polonaise. Niewiadoma est deuxième de l'étape, près de deux minutes derrière la Néerlandaise. Elle occupe également la même place au classement général. Ses chances de conserver cette place semble néanmoins faible avec Van Vleuten, spécialiste du contre-la-montre, troisième. Ricarda Bauernfeind est neuvième de l'étape. Le chrono final, Lotte Kopecky prend la deuxième place et prend la deuxième place du classement général à Niewiadoma. Toutefois, cette dernière devance Van Vleuten, auteur d'une contre-performance, et conclut donc l'épreuve en troisième position. Elle gagne également le classement de la montagne. Ricarda Bauernfeind est neuvième du classement général.

### Août
Chloe Dygert, pourtant diminuée par une maladie, s'impose lors des championnats du monde de contre-la-montre. Agnieszka Skalniak-Sójka est septième, Antonia Niedermaier onzième. Lors de la course en ligne, Chloé Dygert et Katarzyna Niewiadoma ne sont pas au départ. En début de course, un groupe se forme avec Elise Chabbey. Un regroupement général a lieu à cent kilomètres de l'arrivée. Dans la première ascension de la Montrose Street, Marlen Reusser place une attaque. Elle est suivie par Anna Henderson puis également par entre autres Élise Chabbey, Soraya Paladin et Agnieszka Skalniak-Sójka. Tout revient dans l'ordre avant la fin du tour. À soixante-quatorze kilomètres de la ligne, Élise Chabbey sort seule. Son avance grandit progressivement, jusqu'à une minute trente à trente-huit kilomètres de la fin. Elle est reprise à l'amorce du dernier tour. Elle conclut la course à la septième place.
Au Tour de Scandinavie, Elise Chabbey est cinquième de la troisième étape. Ricarda Bauernfeind est septième du classement général. Au Grand Prix de Plouay, Chabbey est active et se classe dixième.

### Septembre

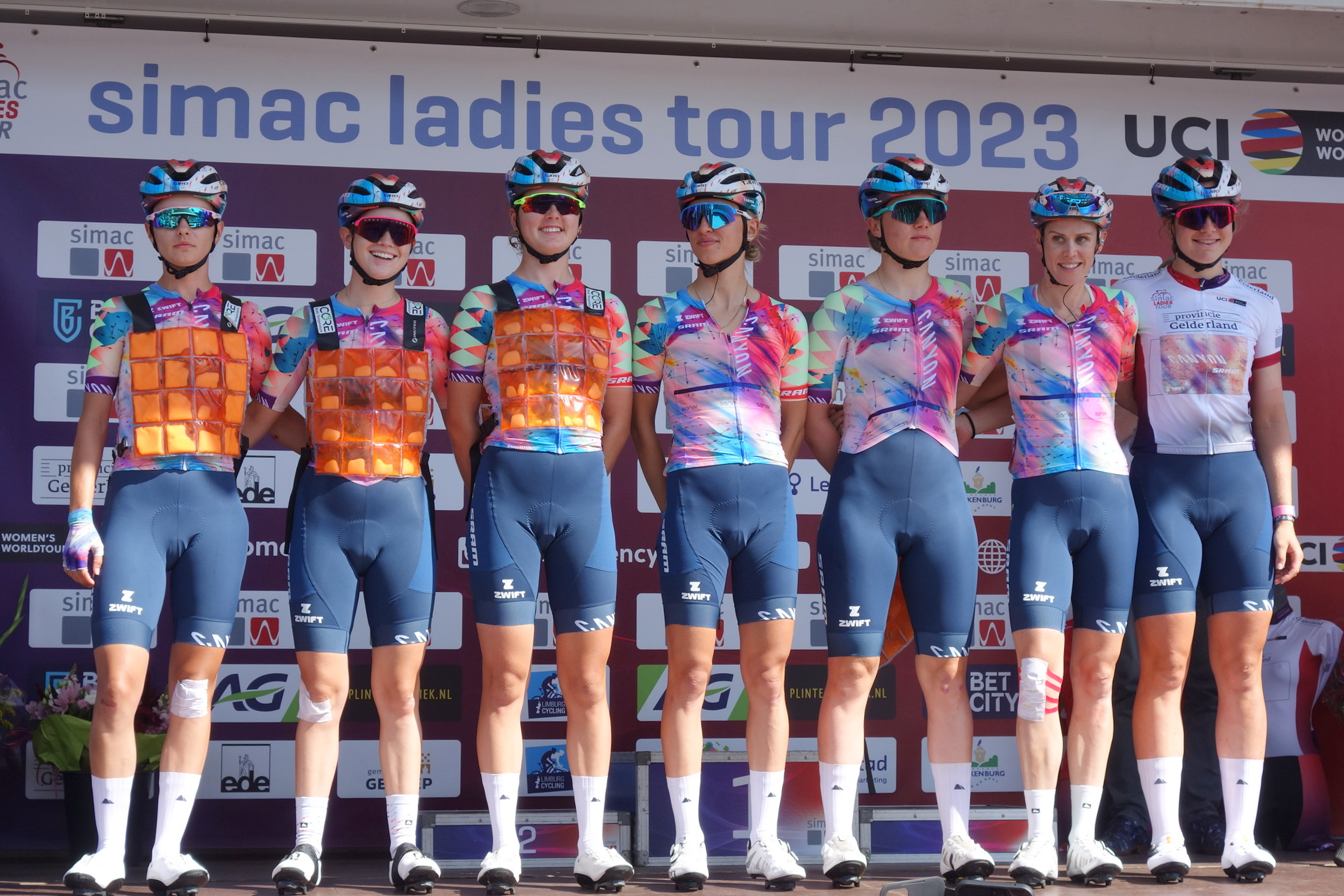
Équipe au Simac Ladies Tour

Au Simac Ladies Tour, Maike van der Duin est septième du prologue, Zoe Bäckstedt neuvième. Van der Duin est septième de la première étape au sprint. Zoe Bäckstedt est troisième du contre-la-montre pour onze secondes. Van der Duin est cinquième de la troisième étape. Le lendemain, elle forme avec Ruby Roseman-Gannon, Charlotte Kool et Barbara Guarischi le premier groupe de tête. Plus loin, Katarzyna Niewiadoma et Pfeiffer Georgi s'échappent, mais un peloton se reforme. Zoe Bäckstedt est dans l'échappée suivante, mais est reprise. Dans le Cauberg, Niewiedoma attaque. Elle est suivie par Lorena Wiebes et Lotte Kopecky et doit se contenter de la troisième place. Dans la dernière étape, à trois tours de la fin, Niewiadoma part en solitaire. Dans le final, Mackaij puis Roseman-Gannon tentent de revenir sur Niewiadoma, mais sans succès. Cette dernière est reprise aux deux kilomètres. Zoe Bäckstedt est cinquième du classement général final et meilleure jeune, Niewiadoma sixième.
Lors du Tour de Romandie, juste avant le sommet d'Arrissoules, Katarzyna Niewiadoma attaque avec Demi Vollering dans la roue. Elles sont reprises. Dans la descente, Marlen Reusser, Elise Chabbey, rapidement suivies par Amber Kraak, prennent de l'avance.  Le peloton les reprend rapidement. Soraya Paladin est quatrième du sprint. Le lendemain, Marlen Reusser et Élise Chabbey attaquent dans la descente de la première difficulté. La DSM les reprend. Aux quatre kilomètres, Juliette Labous passe à l'offensive. Elle est suivie par Reusser, Vollering et Niewiadoma. Vollering accélère et seule la Polonaise peut la suivre. Cette dernière doit mener pour éviter un retour de Reusser. La Polonaise est deuxième de l'étape. Dans la dernière étape, Élise Chabbey fait partie de l'échappée. Elle est reprise à cinquante kilomètres de l'arrivée. Ricarda Bauernfeind se montre ensuite très active. À huit kilomètres du but, elle trouve enfin l'ouverture et reste quelques kilomètres en tête. Niewiadoma est deuxième du classement général, Bauernfeind sixième.
Sur la course en ligne des championnats d'Europe, un trio prend un temps de l'avance avec Élise Chabbey, Soraya Paladin et Jelena Erić. La formation néerlandaise maintient néanmoins l'écart à un faible niveau. Le groupe est repris à l'amorce de l'avant-dernier tour. Elise Chabbey est sixième de la course.

## Victoires

### Sur route
| Victoires | Victoires                                           | Victoires   | Victoires | Victoires                | Victoires |
| Date      | Course                                              | Pays        | Classe    | Vainqueur                |           |
| --------- | --------------------------------------------------- | ----------- | --------- | ------------------------ | --------- |
| 19 mars   | 3e étape du Tour de Normandie féminin               | France      | 2.1       | Shari Bossuyt            |           |
| 27 mai    | 2e étape, RideLondon-Classique                      | Royaume-Uni | 2.WWT     | Chloé Dygert             |           |
| 22 juin   | Championnat de Pologne du contre-la-montre          | Pologne     | CN        | Agnieszka Skalniak-Sójka |           |
| 22 juin   | Championnat des États-Unis du contre-la-montre      | États-Unis  | CN        | Chloé Dygert             |           |
| 23 juin   | Championnat d'Allemagne du contre-la-montre espoirs | Allemagne   | CN        | Antonia Niedermaier      |           |
| 25 juin   | Championnat des États-Unis sur route                | États-Unis  | CN        | Chloé Dygert             |           |
| 4 juill.  | 5e étape du Tour d'Italie                           | Italie      | 2.WWT     | Antonia Niedermaier      |           |
| 27 juill. | 5e étape du Tour de France Femmes                   | France      | 2.WWT     | Ricarda Bauernfeind      |           |
| 10 août   | Championnat du monde du contre-la-montre            | Royaume-Uni | CM        | Chloé Dygert             |           |

### Résultats sur les courses majeures

#### World Tour
| UCI Women's World Tour | UCI Women's World Tour | UCI Women's World Tour | UCI Women's World Tour                   | UCI Women's World Tour | UCI Women's World Tour | UCI Women's World Tour |
| Date                   | n°                     | Pays                   | Course                                   | Meilleure coureuse     | Classement             |                        |
| ---------------------- | ---------------------- | ---------------------- | ---------------------------------------- | ---------------------- | ---------------------- | ---------------------- |
| 15 – 17 janv.          | 1                      | Australie              | Women's Tour Down Under                  | -                      | -                      |                        |
| 28 janv.               | 2                      | Australie              | Cadel Evans Great Ocean Road Race Women  | -                      | -                      |                        |
| 9 – 12 fév.            | 3                      | Émirats arabes unis    | Tour des Émirats arabes unis             | -                      | -                      |                        |
| 25 fév.                | 4                      | Belgique               | Circuit Het Nieuwsblad                   | Soraya Paladin         | 9e                     |                        |
| 4 mars                 | 5                      | Italie                 | Strade Bianche                           | Katarzyna Niewiadoma   | 6e                     |                        |
| 11 mars                | 6                      | Pays-Bas               | Tour de Drenthe                          | Maike van der Duin     | 3e                     |                        |
| 19 mars                | 7                      | Italie                 | Trofeo Alfredo Binda-Comune di Cittiglio | Soraya Paladin         | 5e                     |                        |
| 23 mars                | 8                      | Belgique               | Classic Bruges-La Panne                  | Shari Bossuyt          | 5e                     |                        |
| 26 mars                | 9                      | Belgique               | Gand-Wevelgem                            | Maike van der Duin     | 3e                     |                        |
| 2 avr.                 | 10                     | Belgique               | Tour des Flandres                        | Katarzyna Niewiadoma   | 5e                     |                        |
| 8 avr.                 | 11                     | France                 | Paris-Roubaix                            | Elise Chabbey          | 16e                    |                        |
| 16 avr.                | 12                     | Pays-Bas               | Amstel Gold Race                         | Katarzyna Niewiadoma   | 4e                     |                        |
| 19 avr.                | 13                     | Belgique               | Flèche wallonne                          | Elise Chabbey          | 9e                     |                        |
| 23 avr.                | 14                     | Belgique               | Liège-Bastogne-Liège                     | Elise Chabbey          | 5e                     |                        |
| 1 – 7 mai              | 15                     | Espagne                | Tour d'Espagne                           | Ricarda Bauernfeind    | 5e                     |                        |
| 12 – 14 mai            | 16                     | Espagne                | Tour du Pays basque                      | Katarzyna Niewiadoma   | 3e                     |                        |
| 18 – 21 mai            | 17                     | Espagne                | Tour de Burgos                           | Chloé Dygert           | 4e                     |                        |
| 26 – 28 mai            | 18                     | Royaume-Uni            | RideLondon-Classique                     | Chloé Dygert           | 2e                     |                        |
| 17 – 20 juin           | 19                     | Suisse                 | Tour de Suisse                           | Katarzyna Niewiadoma   | 4e                     |                        |
| 30 juin – 9 juill.     | 20                     | Italie                 | Tour d'Italie                            | Pauliena Rooijakkers   | 12e                    |                        |
| 23 – 30 juill.         | 21                     | France                 | Tour de France Femmes                    | Katarzyna Niewiadoma   | 3e                     |                        |
| 23 – 27 août           | 22                     | Norvège                | Tour de Scandinavie                      | Ricarda Bauernfeind    | 7e                     |                        |
| 2 sept.                | 23                     | France                 | Grand Prix de Plouay                     | Elise Chabbey          | 10e                    |                        |
| 5 – 10 sept.           | 24                     | Pays-Bas               | Simac Ladies Tour                        | Zoe Bäckstedt          | 5e                     |                        |
| 15 – 17 sept.          | 25                     | Suisse                 | Tour de Romandie                         | Katarzyna Niewiadoma   | 2e                     |                        |
| 12 – 14 oct.           | 26                     | Chine                  | Tour de l'île de Chongming               | -                      | -                      |                        |
| 17 oct.                | 27                     | Chine                  | Tour du Guangxi                          | -                      | -                      |                        |

Canyon-SRAM est troisième du classement par équipes.

#### Grands tours
| Grand tour            | Tour d'Espagne           | Tour d'Italie              | Tour de France                                        |
| --------------------- | ------------------------ | -------------------------- | ----------------------------------------------------- |
| Coureuse (classement) | Ricarda Bauernfeind (5e) | Pauliena Rooijakkers (12e) | Katarzyna Niewiadoma (3e)                             |
| Accessits             | -                        | 1 victoire d'étape         | Classement de la montagne, podium, 1 victoire d'étape |

## Classement mondial
| Classement UCI | Classement UCI           | Classement UCI | Classement UCI |
| Coureuse       | Coureuse                 | Pays           | Points         |
| -------------- | ------------------------ | -------------- | -------------- |
| 6e             | Katarzyna Niewiadoma     | Pologne        | 2333 pts       |
| 18e            | Elise Chabbey            | Suisse         | 1584.4 pts     |
| 21e            | Chloé Dygert             | États-Unis     | 1389.7 pts     |
| 26e            | Soraya Paladin           | Italie         | 1226.3 pts     |
| 39e            | Ricarda Bauernfeind      | Allemagne      | 914.4 pts      |
| 40e            | Maike van der Duin       | Pays-Bas       | 872 pts        |
| 79e            | Agnieszka Skalniak-Sójka | Pologne        | 487.4 pts      |
| 97e            | Shari Bossuyt            | Belgique       | 362 pts        |
| 113e           | Zoe Bäckstedt            | Royaume-Uni    | 324 pts        |
| 119e           | Antonia Niedermaier      | Allemagne      | 314 pts        |
| 169e           | Pauliena Rooijakkers     | Pays-Bas       | 226.7 pts      |
| 265e           | Neve Bradbury            | Australie      | 133 pts        |
| 368e           | Sarah Roy                | Australie      | 85.3 pts       |
| 380e           | Tiffany Cromwell         | Australie      | 80 pts         |
| 569e           | Alice Towers             | Royaume-Uni    | 42.7 pts       |
| 714e           | Alex Morrice             | Royaume-Uni    | 28 pts         |

Canyon-SRAM est troisième du classement par équipes.